# 林肯·沃芬斯坦
林肯·沃芬斯坦 （英語：Lincoln Wolfenstein，1923年2月10日—2015年3月27日），美國物理學家。 1949年在芝加哥大學取得博士學位。2000年從卡內基美隆大學退休，但仍偶爾在大學授課。
沃芬斯坦的研究主要在粒子現象學。1978年，他注意到地球與太陽內部物質中的電子會影響微中子的在空間中的行進。這個研究工作後來被稱作 MSW effect，描述微中子振盪在物質中的增強效應。由於這方面的開創工作，沃芬斯坦得到2005年的核子研究聯合研究所的布魯諾·龐蒂科夫獎。
1992年沃芬斯坦因為在弱交互作用、尤其CP破壞和微中子性質等方面的貢獻而獲頒美國物理學會的櫻井獎。

## 參閱
- 卡比博-小林-益川矩陣
- 卡內基美隆大學

## 外部連結
- Lincoln Wolfenstein's profile at Carnegie Mellon University